# Sainte-Gemme, Tarn
Sainte-Gemme är en kommun i departementet Tarn i regionen Occitanien i södra Frankrike. Kommunen ligger i kantonen Pampelonne som tillhör arrondissementet Albi. År 2022 hade Sainte-Gemme 846 invånare.

## Befolkningsutveckling
Antalet invånare i kommunen Sainte-Gemme
| Referens: INSEE |